# Sunshine Nan
Sunshine Nan er en amerikansk stumfilm fra 1918 af Charles Giblyn.

## Medvirkende
- Ann Pennington - Nance Molloy
- Richard Barthelmess - MacPherson Clark
- Johnny Hines - Dan Lewis
- Helen TracySnawdor
- Charles Eldridge